# Ultima Online: Lord Blackthorn's Revenge
 (mars 2020).
Si vous disposez d'ouvrages ou d'articles de référence ou si vous connaissez des sites web de qualité traitant du thème abordé ici, merci de compléter l'article en donnant les références utiles à sa vérifiabilité et en les liant à la section « Notes et références ».
Ultima Online: Lord Blackthorn's Revenge est la quatrième extension du MMORPG Ultima Online publiée le 24 février 2002 par la compagnie EA Games. C'est la première des deux extensions "sombres" d'Ultima Online (la seconde étant Age of Shadows). L'histoire toure autour du retour de Lord Blackthorn, un noble corrompu ayant usurpé le trône de Lord British dans Ultima V.
La boite du jeu contient un comic dessiné par Todd McFarlane, responsable du design des nouvelles créatures de l'extension et célèbre pour la création de Spawn.